# إيك توملينسون
إيك توملينسون (بالإنجليزية: Ike Tomlinson)‏ هو مدرب كرة سلة أمريكي، ولد في 17 نوفمبر 1910، وتوفي في 9 مارس 2000 في جونزبورو في الولايات المتحدة.